# Nowy Elektronik
Nowy Elektronik – polski dwumiesięcznik o tematyce elektronicznej, kierowany głównie  do elektroników - amatorów, wydawany od  1990 roku do 2010 roku  przez wydawnictwo PRESS-POLSKA.

## Zawartość pisma
- Układy – projekty głównie elektroniki analogowej.
- Układy Mikroprocesorowe – projekty z użyciem mikrokontrolerów.
- Układy Audio – projekty związane z przetwarzaniem dźwięku.
- Młody Elektronik – proste projekty dla początkujących.
- To&Owo – Giełda (ogłoszenia), inne.